# Sindre Buraas
Sindre Buraas (né le 8 mai 1989) est un athlète norvégien, spécialiste du fond.

## Biographie
Son meilleur temps sur 5 000 m est de 13 min 15 s 91, obtenu à Heusden-Zolder le 13 juillet 2013.
Il a remporté la médaille d'or lors des Championnats d'Europe espoirs d'athlétisme 2011 à Ostrava. Il est champion du monde junior de course en montagne et médaillé d'argent par équipe avec la Norvège en 2008.